# أراما (غيبوثكوا)
بلدية أراما (بالإسبانية: Arama) هي بلدية تقع في مقاطعة غيبوثكوا التابعة لمنطقة إقليم الباسك شمال إسبانيا.

## الديموغرافيا
يبلغ عدد سكان بلدية أراما 201 نسمة عام 2011 (وفقاً للمعهد الوطني للإحصاء الإسباني).
| 158 | 168 | 163 | 164 | 184 | 199 | 201 |